# Jānis Paukštello
Jānis Paukštello, též Janis Paukštello nebo Janis Paukstello (* 26. března 1951 Jaunpiebalga, Lotyšská SSR) je lotyšský herec, držitel Lotyšské filmové ceny.

## Kariéra
Po absolvování lotyšské Státní divadelní konzervatoře od 70. let 20. století působil především v Dailes teātris (profesionální divadlo v hlavním městě Rize) a vytvořil také role v řadě lotyšských, resp. sovětských filmů.

## Výběrová filmografie
- Tři minuty letu (1979): lotyšské, resp. sovětské drama (režie lotyšská režisérka Dzidra Ritenberga).
- Nedokončená večeře (1979): lotyšský (Nepabeigtās vakariņas), resp. sovětský film (Nezakončennyj užin) vyrobený ve filmových studiích v Rize, v anglické verzi Unfinished Supper, který režíroval Jānis Streičs. Jānis Paukštello vytvořil roli kriminalisty Benny Skackeho, spolupracovníka Martina Becka (kterého hrál Romualds Ancāns). Film byl natočen podle románové předlohy Policie pomo pije švédské autorské dvojice Maj Sjöwallová – Per Wahlöö.[4][5][6]
- Hledá se zpěvačka (1984): lotyšská hudební komedie s lotyšskými a estonskými písněmi (režie Gennadij Zemel, resp. Genādijs Zemels), premiéra v Československu 1986.
- Dítě člověka (1991): lotyšská komedie (scénář a režie Jānis Streičs). Film se účastnil 38. ročníku Mezinárodního filmového festivalu Karlovy Vary, v sekci Zaostřeno na: Pobaltský film (Litva, Lotyšsko, Estonsko). Na MFF pro děti v Chicagu (Chicago International Children’s Film Festival) v roce 1994 se umístil na 2. místě v soutěži o cenu Rights of the Child.[7][8][9]
- Jen tak odejít (2001): scénář a režie Viesturs Kairišs.[10]
- Vodní bomba pro tlustého kocoura (2004): rodinný film, koprodukce Estonsko a Lotyšsko, lotyšský režisér Varis Brasla.[11] V roce 2004 byl film promítán na Mezinárodním filmovém festivalu Karlovy Vary v soutěžní sekci Na východ od Západu.[12]
- Augstuma robeža (2005): za roli v tomto filmu Jānis Paukštello získal Lotyšskou filmovou cenu.[2]